# Tunizijska rokometna reprezentanca na Svetovnem prvenstvu v rokometu 2007
Tunizijska rokometna reprezentanca na Svetovnem prvenstvu v rokometu Nemčija 2007. Tunizija je doslej sodelovala na šestih svetovnih prvenstvih in dveh olimpijskih igrah. Selektor tunizijske reprezentance je trenutno Sead Hasanefendić.

## Igralci
Vratarji:
- Wassim Hlel (EsT)
- Marouane Magaez (Montpellier)
- Hamdi Missaoui (Club Africain)
- Makram Missaoui (Trembley)

Igralci:
- Anouar Ayed (Toulouse)
- Walid Ben Romdahn (EsT)
- Slim Henia (Club Africain)
- Maher Kraiem (Club Africain)
- Brahim Lagha (Club Africain)
- Jalleleddine Touati (Dunkerque)
- Bassem Bedoui (ESS)
- Sahbi Ben Aziza (Dunkerque)
- Wissem Bousnina (Trembley)
- Yousri Gali (ESS)
- Anis Gatfi (EsT)
- Mahmoud Gharbi (EsT)
- Wissem Grayaa (Makarem de Mahdia)
- Ahmed Guizani (Makarem de Mahdia)
- Marouane Hadj Ahmed (Pant Ault Comault)
- Aymen Hammed (Club Africain)
- Haraket Hatem (Selestat)
- Slim Hedoui (ESS)
- Wissem Hmam (Montpellier)
- Waeil Horri (Club Africain)
- Makram Jerrou (Selestat)
- Heykel Megannem (US Nimes)
- Sobhi Saied (ESS)
- Dhaker Seboui (ESS)
- Sioud Sobhi (Montpellier)
- Issam Tej (Selestat)

## Dosedanji uspehi
Svetovna prvenstva:
- 4. mesto, Svetovno prvenstvo v rokometu Tunizija 2005
- 14. mesto, Svetovno prvenstvo v rokometu Portugalska 2003
- 10. mesto, Svetovno prvenstvo v rokometu Francija 2001
- 11. mesto, Svetovno prvenstvo v rokometu Egipt 1999
- 16. mesto, Svetovno prvenstvo v rokometu Japonska 1997
- 13. do 16. mesto, Svetovno prvenstvo v rokometu Islandija 1995

Olimpijske igre:
- 10. mesto, Olimpijske igre Sydney 2000
- 16. mesto, Olimpijske igre München 1972